# Trichopria formicaria
Trichopria formicaria is een vliesvleugelig insect uit de familie van de Diapriidae. De wetenschappelijke naam van de soort is voor het eerst geldig gepubliceerd in 1899 door Wasmann.